# Xylokastro-Evrostina
Xylokastro-Evrostina (Grieks: Ξυλόκαστρο-Ευρωστίνα) is sedert 2011 een fusiegemeente (dimos) in de Griekse bestuurlijke regio (periferia) Peloponnesos.
De twee deelgemeenten (dimotiki enotita) van de fusiegemeente zijn:
- Evrostina (Ευρωστίνα)
- Xylokastro (Ξυλόκαστρο)

## Geboren in Xylokastro-Evrostina
- Konstantinos Kollias (1901-1998), premier van Griekenland